# كارلا كوستا
كارلا كوستا (بالبرتغالية: Karla Cristina Martins da Costa‏) (25 سبتمبر 1978 في البرازيل - ) هي لاعبة كرة سلة برازيلية في مركز مدافع مسدد الهدف، شاركت في الألعاب الأولمبية الصيفية 2004 والألعاب الأولمبية الصيفية 2012 و2007 FIBA Americas Championship for Women ‏ و2013 FIBA Americas Championship for Women ‏ والألعاب الأولمبية الصيفية 2008.

## وصلات خارجية
- كارلا كوستا على موقع الاتحاد الدولي لكرة السلة (الإنجليزية)
- كارلا كوستا على موقع كرة السلة الأوروبية.كوم (الإنجليزية)
- كارلا كوستا على موقع بروبوليرز (الإنجليزية)
- كارلا كوستا على موقع سبورتس رفرنس (الإنجليزية)
- كارلا كوستا على موقع أوليمبيديا (الإنجليزية)